# Кастро (Сан Франциско)
Вижте пояснителната страница за други значения на Кастро.
Кастро (The Castro) е квартал в град-окръг Сан Франциско, щата Калифорния, САЩ.
Кастро се знае като гей кварталът на Сан Франциско. Въпреки голямата концентрация и активност на гей населението по данни на вестник Нои Вали Войс от 2000 г. в района на Кастро около 59% от живеещите са хетеросексуални (в Сан Франциско като цяло са 89%).